# 梦想三国
《梦想三国》（韓語：레전드 히어로 삼국전，英文：Legend Hero）是一部以三国时代背景为主题的韩国与中国合拍的特摄电视剧，于2016年3月2日至2016年8月18日在韩国播出。韩国负责策划和视频制作，中国负责玩具生产。2016年11月21日起在中国腾讯视频每周一、三、五16:00更新一集。由韩国演员李基昌、崔倍榮、韩佳琳、方秀珍领衔主演。
本劇在中國內地首轮播放完毕后，由于不可抗力因素，该剧点播在中國內地各大视频平台均已被下架，此后至今亦未复播。随后中国便对本剧进行重新翻拍，翻拍版本全部角色均由中国演员重新扮演、配音，将全剧人物名字全部改成与《三国》无关的人名，刘备改名刘沛，公孙瓒变为龚小灿，剧名改成了《精诚的心群英传奇》。虽然本剧在中国大陆网站下架，但是用户可以在YouTube等平台收看。

## 主要角色
- 刘备 - 李基昌（朝鲜语：이랑 (배우)）
- 公孙瓒 - 崔倍榮
- 徐庶 - 韩佳琳（朝鲜语：한가림）
- 袁绍 - 方秀珍（朝鲜语：방수진）
- 孙策 - 林丞俊（朝鲜语：임승준）
- 曹操 - 金　山（朝鲜语：김산 (1984년)）
- 周瑜 - 鄭多瑟（朝鲜语：정다솔）
- 诸葛亮 - 金善雄（朝鲜语：김선웅）
- 司马懿 - 郑俊和
- 孙尚香 - 李　丽（朝鲜语：레이）
- 卢植 - 朴卢植（朝鲜语：김선웅）
- 糜竺 -李贤东（朝鲜语：이현동）
- 张角 -李东宰（朝鲜语：이동재）

## 其他角色
- 司马徽 -郑雪姬（朝鲜语：정설희）
- 吴国太 -尹富真（朝鲜语：윤부진）
- 孙权-南优贤
- 貂蝉 -具恩惠（朝鲜语：구은혜）
- 何进 -吴华烈（朝鲜语：오화열）
- 王允 -韩昌铉（朝鲜语：한창현）
- 刘琦 -尹彩成（朝鲜语：윤채성）
- 刘表 -成民秀（朝鲜语：성민수）
- 严白虎 -李光镇
- 徐晃 -金宇镇
- 许褚 -金东湾（朝鲜语：미석 (배우)）
- 刘备 （少年）-金　谦（朝鲜语：김겸）
- 公孙瓒 （少年） -朴智素（朝鲜语：박지소）

## 剧情简介
故事发生在当代科幻世界中，名为“玉玺”的超级电脑系统司马徽拥有让人梦想成真的力量。然而玉玺突然失去能量，需要靠凡人的梦想力量才能恢复。因此，掌控玉玺的7个数码神仙（徐庶、诸葛亮、周瑜、司马懿、张角）来到都市，举办“梦想大战”。拥有不同梦想的人们从数码神仙那里得到不同的“英雄牌”，继承传奇英雄的力量来参与“梦想大战”。每个人都为了实现自己的梦想，奋勇拼搏。
某日，掌管传统武道道场“桃园馆”的刘备和大师姐公孙瓒，收到了数码神仙少女徐庶送来的变身器和英雄牌，参加了一场梦想之战。 梦想之战是一场战斗，直到传奇英雄成为最后一个可以实现任何愿望的人。 各种传奇英雄陆续出现在刘备面前。其中包括云游四方的“江东馆”的武术家孙策、嫉恶如仇的新人刑警曹操。在传奇英雄大战中，两位美丽善良的女孩公孙瓒、徐庶默默关心保护着刘备。乐观、开朗的徐庶渐渐喜欢上了刘备，而刘备和徐庶也互生情愫。然而有情人难成眷属，徐庶为保护刘备献出生命，壮烈牺牲。而公孙瓒为保护刘备，更是用身体挡下敌人颜良致命一击，悲惨的武功全废、失去梦想，令刘备悲痛不已。
随着诸葛亮出山帮助刘备渐入佳境，刘备、孙策、曹操三人在战斗中产生羁绊，更是携手并肩击退强敌。梦想大战此时已经接近尾声，然而幕后黑手司马懿暗中布局一切，更将曹操变成傀儡，化身大君主司马炎，携三大黑君主张辽、徐晃、许褚，意图在“梦想大战”中击败群雄，统治世界！究竟刘备能否获得“梦想大战”的胜利，拯救所有人？

## 特殊设定
1.本剧中公孙瓒、徐庶、袁绍、周瑜、司马徽等历史人物，均设定为女性形象。
2.本剧中公孙瓒设定为刘备师姐，徐庶设定为刘备喜欢的女孩，两人均与刘备有感情线。
3.本剧中袁绍设定为当红女艺人，艺名丽娜，被孙策暗恋，与孙策有感情线。
4.本作中设定最终反派BOSS为司马懿，大君主司马炎为司马懿的化身。
5.本作中将孙权、貂蝉、严白虎设定成小孩。
6.本作中将孙尚香设定为孙权的姐姐。

## 相关术语

### 梦想大战
为了维持人界与神仙界平衡之玉玺的能量而每三百年举行一次，获胜者可以实现自己的梦想，英雄牌也可以变为人形。参加梦想大战必须拥有传说中的名字以及强大的英雄心。在梦想大战中淘汰的君主将失去自己的梦想，英雄牌也会变成石头消失。

### 最终之战
梦想大战的君主们可以随时在战斗中所开启的模式，此模式一开附近将会张开一层结界，结界内的现实世界除了交战的君主所有事物都会静止，君主将在此模式召唤巨大的作战机甲进行战斗。战斗结束后在最终之战中被破坏的建筑物都会复原，时间重新开始流逝。

### 英雄牌
英雄牌是君主变身传说英雄时使用的道具。对君主用敬语说话。有人格，通常是像小型机器人一样的姿态，另外，身体状况和能力受君主英雄心的左右。君主被淘汰的话，英雄牌会变成灰尘消失。

### 神仙牌
神仙牌是五边形的特殊英雄牌，用于融合人与神仙。是本剧中最强的力量， 张角的工作室里有两个最强的神仙牌，分别是「司马炎」和「帝王」。 张角死后，司马懿得手后其中一个神仙牌「司马炎」，用于他夺取曹操的肉身，另一个用于诸葛亮夺取司马懿携带在腰架上的神仙牌「帝王」，诸葛亮利用「帝王」的力量牺牲自己，拯救了身体正在石化、徘徊在生死边缘的刘备，成为刘备身体里的一部分。

### 传奇英雄
传奇英雄是君主使用变身器和英雄牌变身的战士。 主题是三国志的英雄，变身后的战士在胸部雕刻着英雄牌姓氏的首字母汉字。 另外，男战士和女战士的西装规格不同。可参加刘备和公孙瓒使用赵云英雄牌变身的形态。
此外，由于传奇英雄是以变身者的英雄心为粮食来发挥力量的，如果精神不稳定，英雄心就会减弱，会出现无法发挥力量、无法施展技能的情况。 另外，办理两个以上英雄牌需要更强的英雄心，否则即使不败北英雄牌也会石化消亡。 刘备当初也因英雄心不足，被关羽和张飞逼到了石化边缘，但由于他重新下定决心实现自己的梦想，最终成功掌握了五虎大将军的五大英雄牌。

### 变身器
君主变身为传奇英雄的道具。 金色模子戴在右手背上。 变身时要装填英雄牌，大声喊着“君臣一体！“的叫声的同时按下两端的开关，能量就会包裹佩戴者，变身完成。
刘备、孙策、曹操等拥有两个以上英雄牌的情况下，在改变形态时，可以拔掉变身器中插入的英雄牌，选择“更换形式！”的口号同时交换英雄牌。
作为其他功能，按下右侧的按钮也可以召唤传奇战甲，与英雄牌对话(武器插入时也一样)。
变身器被破坏的话，梦想大战就会失败。

### 神仙
神仙是指《三国志》中与英雄同名的人物，赋予君主变身器和英雄牌，辅佐君主的数码人工生命。

### 君主
君主是指使用变身器和英雄牌变身为传奇英雄的人物。

### 黑君主
司马懿、张角利用暗黑力量对人体进行实验，使用英雄牌将被害者变身的战士，称为「黑君主」。其中张角将英雄牌「张辽」强制插入孙尚香身体，使孙尚香化身成黑君主「张辽」。黑君主具有巨大化能力。 而且，武器也没有英雄牌插槽。 除吕布外，三位黑君主的英雄牌不是六角形，而是五边形。黑君主包括吕布、张辽、许褚、徐晃。

### 大君主
司马懿夺取曹操肉身，利用神仙牌「司马炎」变身的最强战士，称为「大君主」。变身后。 可以用专用的剑石化对方。 而且，「司马炎」也是毁灭了第一代梦想大战的罪魁祸首。大君主本剧中仅有「司马炎」，即司马懿本人。

## 势力阵营
蜀的代表神獸是「应龍」，勢力顏色是綠色。
吳的代表神獸是「白虎」，勢力顏色是水蓝色。
魏的代表神獸是「鳳凰」，勢力顏色是紅色。
晉的代表神獸是「黑龙」，勢力顏色是暗紫色。

### 蜀国
- 君主：刘备
- 君主必杀技：霸王应龙斩
- 神仙：徐庶→诸葛亮
- 神仙牌：帝王
- 英雄牌：关羽、张飞、赵云、马超、黄忠
- 英雄牌数：6

### 吴国
- 君主：孙策→孙权
- 君主必杀技：白虎穿山钻
- 神仙：周瑜
- 英雄牌：太史慈、甘宁、黄盖
- 英雄牌数：3

### 魏国
- 君主：曹操
- 君主必杀技：凯撒凤凰斩
- 神仙：司马懿
- 英雄牌：凯撒、夏侯惇、夏侯渊
- 英雄牌数：3

### 晋国
- 神仙：司马懿
- 大君主：司马炎
- 大君主必杀技：大君主黑龙波
- 神仙牌：司马炎
- 英雄牌：张辽、徐晃、许褚
- 英雄牌数：4

### 其他群雄

#### 张角
- 神仙：张角
- 英雄牌：吕布、王匡、纪灵、潘凤、华雄、于吉
- 英雄牌数：6

#### 公孙瓒
- 君主：公孙瓒
- 英雄牌：赵云
- 英雄牌数：1

#### 袁绍
- 君主：袁绍
- 英雄牌：颜良→文丑
- 英雄牌数：2

#### 袁术
- 君主：袁术
- 英雄牌：纪灵
- 英雄牌数：1

#### 王允
- 君主：王允
- 英雄牌：吕布
- 英雄牌数：1

#### 董卓
- 君主：董卓
- 英雄牌： 华雄→吕布
- 英雄牌数：2

#### 何进
- 君主：何进
- 英雄牌：王匡
- 英雄牌数：1

#### 卢植
- 君主：卢植
- 英雄牌：华佗
- 英雄牌数：1

#### 陶谦
- 君主：陶谦
- 英雄牌：张闿
- 英雄牌数：1

#### 张鲁
- 君主：张鲁
- 英雄牌：于吉
- 英雄牌数：1

#### 刘琦
- 君主：刘琦
- 英雄牌：黄忠
- 英雄牌数：1

#### 刘璋
- 君主：刘璋
- 英雄牌：马超
- 英雄牌数：1

#### 李傕
- 君主：李傕
- 英雄牌：杨奉
- 英雄牌数：1

#### 郭汜
- 君主：郭汜
- 英雄牌：樊稠
- 英雄牌数：1

#### 严白虎
- 君主：严白虎
- 英雄牌：王朗
- 英雄牌数：1

#### 韩馥
- 君主：韩馥
- 英雄牌：潘凤
- 英雄牌数：1

## 传奇机甲
作为传奇英雄三国中的机甲，主要出现刘备、孙策、曹操和其他群雄传奇机甲。

### 蜀国传奇机甲
- 青龙加农炮
- 玄武挖掘机
- 麟角超级跑车
- 神枭激光战车
- 雄狮火箭炮
- 魔翼侦察机

### 吴国传奇机甲
- 白虎水陆战车
- 巨鳄飞船
- 狂鲨核潜艇

### 魏国传奇机甲
- 凤凰阿帕奇
- 凤凰喷射机

### 晋国传奇机甲
- 法老卡车
- 狮鹫两栖战车
- 飞龙战斗机
- 魔龙歼击机

### 其他群雄传奇机甲
- 公牛推土机
- 白猫救护车
- 蝇蚊音爆战机
- 火熊战车
- 赤兔梦魇方程式
- 鬼蝠侦察机
- 孔雀幻翎战舰
- 蝶舞战斗机
- 飞蛾海骑士
- 臭鼬毒气老爷车
- 变色龙异变混凝土车
- 犀牛压路车

## 传奇二合体巨型机甲
如果在战斗中变得不利，则进行最终之战。合体时召唤出传奇机甲，合体为巨型巨型机甲。

### 蜀国传奇巨型机甲
- 传奇巨龙王
- 传奇玄武王
- 传奇麟角王
- 传奇神枭王
- 传奇狮子王
- 传奇至尊王

### 吴国传奇巨型机甲
- 传奇白虎王
- 传奇巨鳄王
- 传奇狂鲨王

### 魏国传奇巨型机甲
- 传奇独眼王
- 传奇超音王

### 晋国传奇巨型机甲
- 死灵霸主

## 传奇三合体巨型机甲
如果在战斗中变得不利，则进行最终之战。合体时召唤出传奇机甲，合体为巨型机甲。在最终回为对抗司马懿的死灵霸主，刘备、曹操、孙权三人传奇巨型机甲合体为永恒之神。

### 魏蜀吴三国合体传奇巨型机甲
- 永恒之神

## 音乐
片头曲 - "Fight"
演唱: 贵族
片尾曲 - "Yes, I'm ready to fight"
演唱: 贵族

## 播放日期
| 剧集 | 标题                     | 播放日期        |
| ---- | ------------------------ | --------------- |
| 1集  | 诞生！传奇英雄           | 2016年 3月 2日  |
| 2集  | 君臣一体！刘备与关羽！   | 2016年 3月 3日  |
| 3集  | 天下无敌！张飞牌！       | 2016年 3月 9日  |
| 4集  | 武将之梦！桃园结义！     | 2016年 3月 10日 |
| 5集  | 继承人大骚动！           | 2016年 3月 16日 |
| 6集  | 残酷的梦想大战！         | 2016年 3月 17日 |
| 7集  | 心有灵犀！灵魂之歌手！   | 2016年 3月 23日 |
| 8集  | 无我之境！舞蹈之战       | 2016年 3月 24日 |
| 9集  | 熊面家族的野心！         | 2016年 3月 30日 |
| 10集 | 最强英雄！吕布！         | 2016年 3月 31日 |
| 11集 | 熊面家族的逆袭！         | 2016年 4月 6日  |
| 12集 | 诞生！红光英雄！         | 2016年 4月 7日  |
| 13集 | 希望的梦想之战！         | 2016年 4月 13日 |
| 14集 | 坍塌的信任！蝙蝠的真心！ | 2016年 4月 14日 |
| 15集 | 羽毛催眠术士！张鲁       | 2016年 4月 20日 |
| 16集 | 催眠大骚动，张鲁的真心   | 2016年 4月 21日 |
| 17集 | 江东之虎！孙策！         | 2016年 4月 27日 |
| 18集 | 龙虎相争！桃园馆对江东馆 | 2016年 4月 28日 |
| 19集 | 保镖大骚动！保护明星！   | 2016年 5月 4日  |
| 20集 | 无限疾走！蝴蝶之梦！     | 2016年 5月 5日  |
| 21集 | 彩虹计划！               | 2016年 5月 11日 |
| 22集 | 苍蝇和蚊子也需要神仙！   | 2016年 5月 12日 |
| 23集 | 烟花嘭嘭嘭！             | 2016年 5月 18日 |
| 24集 | 射手登场！烟花回忆之旅   | 2016年 5月 19日 |
| 25集 | 决战！董卓复活！         | 2016年 5月 25日 |
| 26集 | 三顾茅庐！请诸葛亮       | 2016年 5月 26日 |
| 27集 | 梦中思念的哥哥！刘璋！   | 2016年 6月 1日  |
| 28集 | 天下无双！诸葛亮！       | 2016年 6月 2日  |
| 29集 | 江东的侠客！             | 2016年 6月 8日  |
| 30集 | 袁绍重现！蝴蝶归来！     | 2016年 6月 9日  |
| 31集 | 蝴蝶飞舞！               | 2016年 6月 15日 |
| 32集 | 实现你的愿望！           | 2016年 6月 16日 |
| 33集 | 喷射！臭鼬的爱情！       | 2016年 6月 22日 |
| 34集 | 飞龙拳大危机！           | 2016年 6月 23日 |
| 35集 | 玉玺的降临！最后的胜者   | 2016年 6月 29日 |
| 36集 | 虚幻的梦想之战！         | 2016年 6月 30日 |
| 37集 | 天下无敌！小主公！       | 2016年 7月 6日  |
| 38集 | 孤家寡人！小主公！       | 2016年 7月 7日  |
| 39集 | 梦想之战终结！           | 2016年 7月 13日 |
| 40集 | 无法割舍的君臣之情！     | 2016年 7月 14日 |
| 41集 | 最强的黑君主复活！       | 2016年 7月 20日 |
| 42集 | 帝王牌的主人！           | 2016年 7月 21日 |
| 43集 | 凯撒！曹操的选择！       | 2016年 7月 27日 |
| 44集 | 逆袭！黑君主卷土重来！   | 2016年 7月 28日 |
| 45集 | 加油！江东之虎！         | 2016年 8月 3日  |
| 46集 | 不可预测！江东之虎！     | 2016年 8月 4日  |
| 47集 | 赤壁大战！               | 2016年 8月 10日 |
| 48集 | 大君主司马炎降临！       | 2016年 8月 11日 |
| 49集 | 出师表！诸葛亮之心！     | 2016年 8月 17日 |
| 50集 | 决战！传奇英雄们！       | 2016年 8月 18日 |

## 外部連結
- 梦想三国官方网站 （页面存档备份，存于）
- 梦想三国EBS官网[]
- 梦想三国官方推特 （页面存档备份，存于）
- 梦想三国官方YouTube频道 （页面存档备份，存于）
- 梦想三国官方YouTube频道 （页面存档备份，存于）（中文）
- 梦想三国官方网站[]
- 豆瓣电影上《梦想三国》的資料 （简体中文）（中文）